# گایلارد سارتاین
گایلارد سارتاین (به انگلیسی: Gailard Sartain) (زاده ۱۸ سپتامبر ۱۹۴۶) بازیگر آمریکایی است.
از فیلم‌های معروف او می‌توان به بازی در فیلم های در مظان جرم، مک‌کوی واقعی، ماجراهای کاملاً جدید لورل و هاردی: برای عشق یا مومیایی، ایست! وگرنه مادرم شلیک می‌کند، بیگانگان، بی‌کلام، کانتری سخت، همه من، تخته سنگ تمیز و شوالیه‌های هالیوود اشاره کرد.